# Битка код Ајн Тамра

Битка код Ајн Тамра (арапски: معركة عين التمر‎) се одиграла у модерном Ираку (Месопотамији) између првобитних муслиманских арапских снага и Сасанида, њихових помоћних Арапских снага. Ајн ел Тамр се налази западно од Анбара и био је погранични гарнизон који је основан ради помоћи Сасанидима.
Муслимани су под заповедништвом Халида ибн ел Валида енергично поразили сасанидске помоћне снаге, које су се састојале од великог броја Арапа немуслимана који су раскинули своје раније савезе са муслиманима. Према немуслиманским изворима, Халид ибн ел Валид је лично заробио арапског хришћанског заповједника, Ака ибн Кајс ибн Башира.

## Последице
Након битке, неки Персијанци су се надали да ће муслимански заповедник Халид ибн ел Валид бити "попут оних Арапа који ће извршити поход [и повући се]". Међутим, Халид је наставио да и даље врши притисак на Персијанце и њихове савезнике у каснијој бици код Давмат ел Џандала.

## Преобраћење
Када је муслиманска војска освојила град Ајн Тамр, пронашла је неколицину арапских хришћанских свештеника у манастиру. Један од њих звао се Нусаир, док се други звао Сирин. Обоца су прихватили ислам. Нусаир је био отац Муса бин Нусаира, иначе врховног заповедника снага које ће касније освојити Шпанију под вођством Тарика бин Зијада, где се његов син Муса бин Нусаир-а на другом месту по значају у линији командовања. Сирин, тј. други обраћеник, био је отац учењака Ибн Сирина који је постао један од најславнијих муслиманских теолога.